# 朱迪·佩卡姆
朱迪·佩卡姆（英語：Judy Peckham，1950年12月9日—），旧姓坎蒂（Canty），澳大利亚女子田径运动员，主攻400米和800米赛跑。她曾代表澳大利亚参加1974年和1978年英联邦运动会田径比赛，获得一枚金牌和二枚银牌。

## 家庭
丈夫劳里·佩卡姆。